# Manny Sanguillén
Manuel De Jesús Sanguillén Magan, más conocido como Manny Sanguillén o Sangy (Colón, Panamá, 21 de marzo de 1944), fue un receptor en las Grandes Ligas de Béisbol. Fue nombrado para el escuadrón All-Star tres veces, en 1971, en 1972 y en 1975. Jugó principalmente para los Pittsburgh Pirates, en 1977 para los Oakland Athletics.

## Carrera
Sanguillén nació en Colón, Panamá. El autor Kal Wagenheim, quien entrevistó a Sanguillén, entre muchos otros, mientras investigaba su biografía de Roberto Clemente de 1973, señala que el receptor de los Piratas llegó al béisbol notablemente tarde.
En el campo, Sanguillén era conocido por ser un bateador de "bala pelota". La mayoría de los lanzadores intentarán ponchar a un bateador agresivo y con swing libre, obligándolo a hacer swing a lanzamientos fuera de la zona de strike cuando tenía dos strikes sobre él. Sanguillén a menudo irritaba a los lanzadores y gerentes contrarios al realizar malos lanzamientos para hits de base. Rara vez recibió boletos y fue el único jugador desde 1900 con al menos seis temporadas consecutivas con 475 apariciones en el plato y menos de 22 boletos. Esta fue también la razón por la cual, a pesar de su alto promedio de bateo, su porcentaje de embase fue inferior al promedio de la liga a lo largo de su carrera.
Después de jugar durante tres años en las ligas menores, Sanguillén se unió a los Piratas en 1967, jugando en 30 partidos. Jugó otra temporada en las ligas menores en 1968, antes de regresar a las Grandes Ligas en 1969. Reemplazó a Jerry May como receptor titular de los Piratas y registró un promedio de bateo de .303. Solidificó su reputación como uno de los mejores receptores del béisbol al batear para un promedio de bateo de .325 en 1970, terminando tercero en el campeonato de bateo de la Liga Nacional detrás de Rico Carty y Joe Torre.
Sanguillén fue un miembro valioso de los Piratas campeones del mundo de 1971. Tuvo su mejor año en términos de producción ofensiva al batear para un promedio de bateo de .319, mientras conectó 7 jonrones y 81 carreras impulsadas. También tuvo su mejor año a la defensiva, terminando tercero entre los receptores de la Liga Nacional en juegos atrapados (135), segundo en corredores de bases atrapados robando (37), porcentaje de robos atrapados (51,4%), porcentaje de fildeo (.994) y primero en asistencias (72). Los Piratas ganaron el banderín de la División Este de la Liga Nacional por 7 juegos sobre los Cardenales de San Luis, luego derrotaron a los Gigantes de San Francisco en la Serie de Campeonato de la Liga Nacional de 1971, antes de ganar la Serie Mundial contra los Orioles de Baltimore. 14] En la serie de siete juegos, Sanguillén tuvo un promedio de bateo de .379 con 11 hits, sólo superado por los 12 hits de Roberto Clemente.
Después de la trágica muerte de Roberto Clemente antes de la temporada de 1973, los Piratas designaron a Sanguillén para ocupar el lugar de Clemente en el jardín derecho. A mediados de junio, era evidente que Sanguillén no podía adaptarse a jugar en los jardines y lo trasladaron nuevamente a la posición de receptor. Sanguillén tuvo otro año fuerte en 1975, cuando registró un promedio de bateo de .328, tercero en el campeonato de bateo de la Liga Nacional detrás de Bill Madlock y Ted Simmons. En 1977, los Piratas canjearon a Sanguillén a los Atléticos de Oakland por los servicios del entonces manager de los Atléticos, Chuck Tanner, y 100.000 dólares como acuerdo del contrato de Tanner con los Atléticos.
Después de una temporada con los Atléticos, Sanguillén fue canjeado a los Piratas por Miguel Diloné y Elías Sosa. Jugó sólo en 85 juegos en 1978, principalmente como primera base mientras Ed Ott y Duffy Dyer formaban un pelotón en la posición de receptor. Su tiempo de juego disminuyó aún más en 1979, jugando sólo en 56 juegos, aunque contribuyó con un sencillo ganador con dos outs y una carrera impulsada para los Piratas en el Juego 2 de la Serie Mundial de 1979 contra los Orioles. La temporada de 1980 fue la última de Sanguillén en las mayores,[1] aunque regresó en 1982 para jugar en la Liga Mexicana.
Sanguillén era amigo cercano de su compañero Roberto Clemente. En 1972, Sanguillén, que había estado jugando béisbol de invierno con los Senadores de San Juan, habló con Clemente sobre acompañarlo en una misión de ayuda a Nicaragua. Sanguillén perdió el avión porque había perdido las llaves de su auto y quedó totalmente devastado cuando supo que el avión se había estrellado, matando a Clemente. En contra del consejo del Gerente General de los Piratas, Joe Brown, Sanguillén insistió en ayudar a recuperar los cuerpos de quienes murieron en el accidente. La visión de muchos tiburones nadando en el agua no detuvo a Sanguillén. Como dijo su compañero de equipo de los Piratas, Steve Blass, a The Sporting News: "Manny se zambulló desde el amanecer hasta la medianoche". Estaba tan concentrado en esta tarea que se perdió el servicio conmemorativo del 4 de enero al que asistieron sus compañeros de los Piratas.
En una carrera de 13 años, Sanguillén jugó en 1,448 juegos, acumulando 1,500 hits en 5,062 turnos al bate para un promedio de bateo de .296, junto con 65 jonrones y 585 carreras impulsadas. Terminó su carrera con un porcentaje de fildeo de .986. Sanguillén era el receptor de los Piratas el 20 de septiembre de 1969 cuando Bob Moose lanzó un juego sin hits. Además de sus tres apariciones en el Juego de Estrellas, fue miembro de dos equipos ganadores del campeonato mundial en 1971 y 1979, y terminó en octavo lugar en los resultados de la votación del Premio al Jugador Más Valioso de 1971. Sanguillén superó a Johnny Bench en el Equipo de Estrellas de la Liga Nacional de Sporting News en 1971, la única vez entre 1967 y 1975 que Bench no fue seleccionado.
Sanguillén actualmente opera "Manny's BBQ", un puesto de comida estilo barbacoa en la casa actual de los Piratas, PNC Park. Se sienta en una silla saludando a los fanáticos que hacen fila para comprar comida, firmando autógrafos y posando para fotografías.
Antes de la victoria de los Piratas sobre los Rojos de Cincinnati en el PNC Park el 24 de agosto de 2019, Sanguillén fue incluido en el Salón de la Fama del Museo del Béisbol de la Herencia Hispana en una ceremonia especial ante más de 26,000 fanáticos.